# Iguala

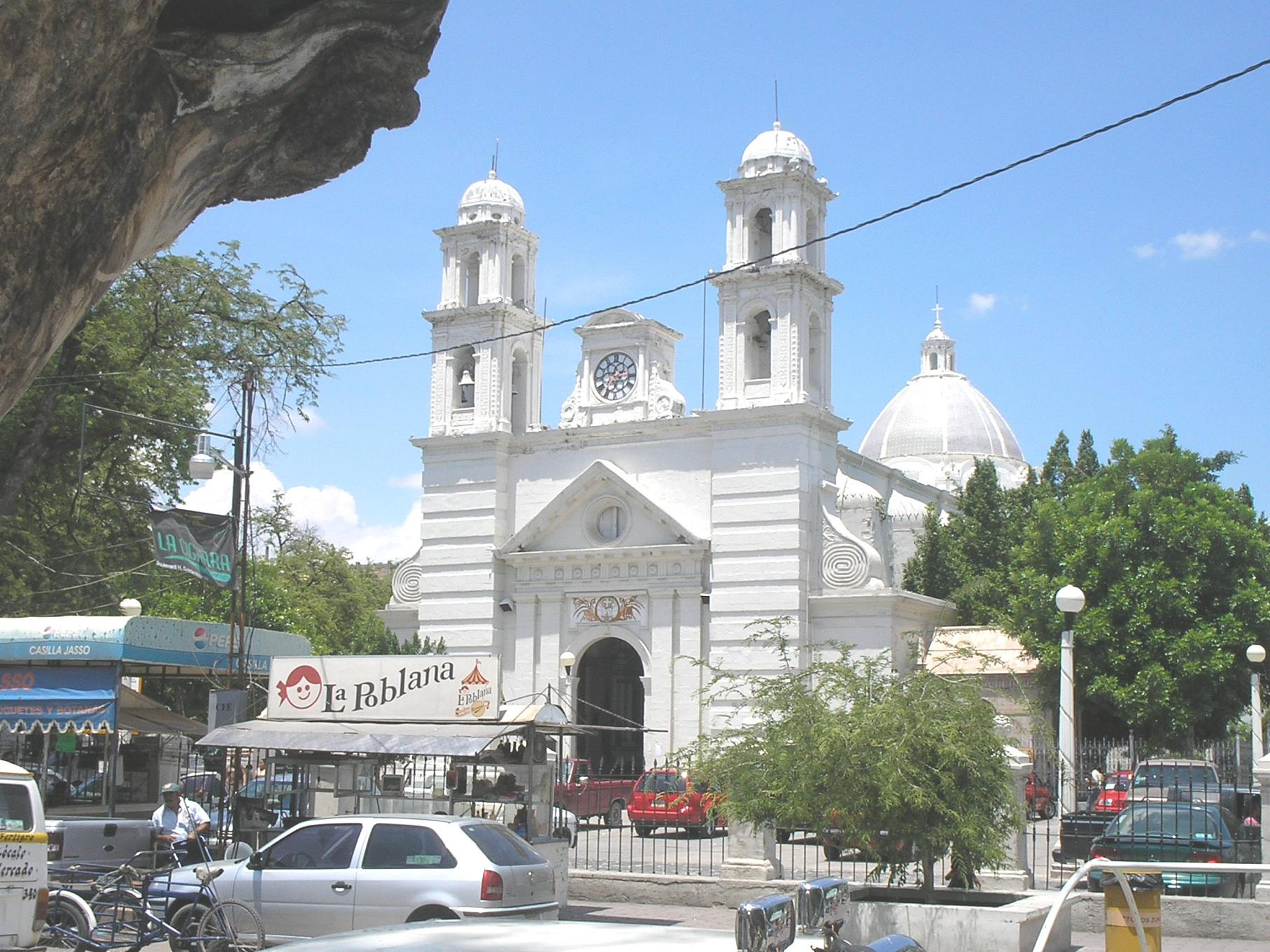
Kerk

Iguala de la Independencia is een stad in de Mexicaanse deelstaat Guerrero. De plaats heeft 110.390 inwoners (census 2005) en is de hoofdplaats van de gemeente Iguala de la Independencia.

## Geschiedenis
Iguala is gesticht als een Chontal-nederzetting die in de 15e eeuw werd onderworpen door de Azteken. In 1821 werd door Agustín de Iturbide en Vicente Guerrero in Iguala het plan van Iguala getekend, dat de weg effende voor de onafhankelijkheid van Mexico. Tegelijkertijd werd hier voor het eerst de vlag van Mexico ontworpen en vervaardigd. Om deze reden heeft Iguala tegenwoordig de eretitel Iguala de la Independencia (Iguala van de Onafhankelijkheid) en is op een heuveltop nabij de stad een gigantische monumentale vlag van Mexico geplaatst.

## Verdwijning 43 studenten
Op 26 september 2014 verdwenen 43 studenten in Iguala na rellen met de politie. De studenten van een lerarenopleiding kwamen naar de stad om geld te vragen voor hun studie. Uit angst dat de studenten een toespraak van de vrouw van de burgemeester zouden verstoren, trad de politie hardhandig op. De politie, volgens federale autoriteiten geïnfiltreerd door kartelleden, schoot zes studenten en omstanders dood. Volgens ooggetuigen zijn de studenten overgedragen aan leden van de criminele organisatie Guerreros Unidos, die ze vermoedelijk hebben vermoord en verbrand. Bij de stad zijn meerdere massagraven aangetroffen en forensisch onderzoek moet nog uitwijzen of het inderdaad gaat om stoffelijk overschot van de studenten.Van slechts drie studenten werden de stoffelijke resten teruggevonden. Inmiddels zijn in verband met de vermissing 34 mensen gearresteerd onder wie 26 politieagenten. Burgemeester Jose Luis Abarca is mogelijk betrokken, maar hij is de stad uit gevlucht en wordt gezocht. Dit voorval zou een voorbeeld zijn van de diepe verwevenheid tussen criminele bendes en lokale autoriteiten in het door drugsgeweld geplaagde Mexico. Zeven jaar later was de toedracht nog steeds niet duidelijk.
Een waarheidscommissie concludeerde in 2022 dat het leger mogelijk een rol speelde in de zaak en dat oud-hoofdaanklager Jesus Murillo grote fouten in het onderzoek zou hebben gemaakt. Hij werd gearresteerd. Zo zouden 6 van de 43 studenten nog minimaal 4 dagen in leven zijn geweest na hun verdwijning en op bevel van een Mexicaanse kolonel, José Rodríguez Pérez, zijn vermoord.